# 土倉一之
土倉 一之（とくら かずゆき、宝暦9年閏7月24日（1759年9月15日） - 文化8年9月30日（1811年11月15日））は、岡山藩の家老。
父は岡山藩家老土倉一信。母は側室。正室は池田長仍の娘。子は土倉一静。養子は伊木忠順。幼名は琳治。通称は四郎兵衛。

## 生涯
宝暦9年（1759年）閏7月24日、岡山藩家老土倉一信の子として岡山に生まれる。天明8年（1788年）、一信の隠居により家督相続し、岡山藩家老、佐伯1万石の領主となり、通称を四郎兵衛と名乗る。
寛政3年（1791年）6月、仕置家老となる。寛政9年（1797年）、藩政改革を志す藩主池田斉政に守旧派として責任を問われ、仕置職を辞職する。しかし、反対派の激しい抵抗で岡山藩における寛政の改革が頓挫し、改革派が次々と罷免されると、寛政12年（1800年）3月、再び仕置家老として復帰した。
文化8年（1811年）9月30日没。家督は嫡男の一静が相続した。